# Королівська хвойда
«Королівська хвойда» — телеекранізація твору Жака Турньора «Жанна де Люне, графиня ді Веруа» (1993) про пристрасне кохання короля Вітторіо Амадея до графині ді Веруа. Головні ролі виконали Тімоті Далтон, Валерія Голіно, Стефан Фрейсс.

## Сюжет
Події фільму розгортаються в Італії у XVII столітті.
Батьки Жанни де Люне вигідно видають її заміж за графа Алессандро ді Веруа. До того ж виявилось, що молодята закохані один в одного. Пара повертається в П'ємонт, де Жанна знайомиться з королем Вітторіо Амадеєм. Щаслива та віддана своєму чоловікові Жанна стає об'єктом пристрасті самого правителя, який починає слідкувати за нею. Її оточення починає підштовхувати жінку віддатися Вітторіо Амадею, бо через непокору графині ді Веруа всі потрапляють в опалу. 
У подружжя ді Веруа народжується син Лукіно. Невдовзі Алессандро отримує таємне доручення від короля та від'їжджає без дружини з міста. Тиск на Жанну посилюється, навіть родичі і сама королева вмовляють її віддатися. Вітторіо Амадей заявляє їй про свої почуття і про те, що він буде чекати, коли вона сама прийде. 
Повернення чоловіка спіткає жінку поступитися своїми принципами та виконати свій «обов'язок» перед монархом. Оскільки виявилось, що Алессандро знав істинну причину від'їзду та не збирався захищати дружину. Жанна приїздить до палацу Ріволі. Ставши коханкою короля, родину чоловіка, за її проханням, виганяють, а Алессандро залишають при дворі, щоб той спостерігав за втіхами короля з його дружиною. Будинок, де проживали ді Веруа повністю знищують з усім майном. 
Король закоханий до безтями багато дозволяє графині та вона залишається холодною. Вітторіо Амадео не відштовхує її, навіть, коли у Жанни з'являється шкірна хвороба: її обличчя та тіло було вкрите пухирями. Він особисто піклується про неї,  коли йому потрібно було вести війська до перемоги. Війна програна. Це призводить до невдоволення і простого люду.
У місто приїздить брат графині. Жанні не вдається переправити з ним дорогоцінне майно. Втечу до Франції з сином чекав також провал. Графиня повертається до короля, який би не зміг би її більше захистити. Вітторіо Амадей відпускає її з Лукіно. 

## У ролях
| Актор          | Персонаж            | Роль                                          |
| -------------- | ------------------- | --------------------------------------------- |
| Тімоті Далтон  | Вітторіо Амадео     | король                                        |
| Валерія Голіно | Жанна де Люне       | графиня, дружина Алессандро, фаворитка короля |
| Стефан Фрейсс  | Алессандро ді Веруа | граф, чоловік Жанни                           |
| Робен Ренуччі  | Чарльз де Люне      | брат Жанни                                    |
| Елеонор Девід  | Королева            | дружина Вітторіо Амадео                       |

## Створення фільму

### Знімальна група
- Кінорежисер — Аксель Корті
- Сценаристи — Аксель Корті, Фредерік Рафаель, Даніел Вінь, Жак Турньор
- Кінопродюсери — Моріс Бернард, Віланд Шульц-Кейл
- Кінооператор — Гернот Ролль
- Кіномонтаж — Брайан Оутс, Жуель Ван Еффентерр
- Композитор — Габріель Яред
- Художник-постановники — Мішель Аббі-Ваньє, Франческо Фрігері
- Артдиректори — П'єрфранко Лускрі, Атос Мастрогіроламо
- Художник по костюмах — Карло Дьяппі[1].

## Сприйняття

### Критика
Фільм отримав змішані відгуки. Rotten Tomatoes дав оцінку 64% на основі 102 відгуків від пересічних глядачів (середня оцінка 3.4/5), йому зараховано «попкорн». На сайті Internet Movie Database — 5,8/10 (637 голосів).

### Номінації та нагороди
| Нагороди та номінації фільму «Королівська хвойда» | Нагороди та номінації фільму «Королівська хвойда» | Нагороди та номінації фільму «Королівська хвойда» | Нагороди та номінації фільму «Королівська хвойда» | Нагороди та номінації фільму «Королівська хвойда» | Нагороди та номінації фільму «Королівська хвойда» |
| Рік                                               | Кінофестиваль/кінопремія                          | Категорія/нагорода                                | Номінант                                          | Результат                                         |                                                   |
| ------------------------------------------------- | ------------------------------------------------- | ------------------------------------------------- | ------------------------------------------------- | ------------------------------------------------- | ------------------------------------------------- |
| 1990                                              | Каннський кінофестиваль                           | Золота пальмова гілка                             | Аксель Корті                                      | Номінація                                         |                                                   |
| 1992                                              | Golden Ciak Awards                                | Найкращі декорації                                | Франческо Фрігері                                 | Номінація                                         |                                                   |
| 1992                                              | Golden Ciak Awards                                | Найкращий дизайн костюмів                         | Карло Дьяппі                                      | Номінація                                         |                                                   |
| 1992                                              | Італійський національний синдикат кіножурналістів | Срібна стрічка/Найкращі декорації                 | Франческо Фрігері                                 | Номінація                                         |                                                   |